# فرودگاه آبی خلیج گیلفرد آیلند/هلث
فرودگاه آبی خلیج گیلفرد آیلند/هلث (به انگلیسی: Gilford Island/Health Bay Water Aerodrome) یک فرودگاه همگانی است که یک باند فرود آب دارد. این فرودگاه در کشور کانادا قرار دارد و در ارتفاع ۰ متری از سطح دریا واقع شده‌است.